# 過溪子 (雲林縣)
23°43′45″N 120°27′45.9″E / 23.72917°N 120.462750°E
過溪子，原寫為過溪仔，細分為頂過溪仔、下過溪仔。是台灣雲林縣虎尾鎮的一個傳統地域名稱，位於該鎮中部偏東。相較於今日行政區，其範圍大致包括頂溪里、中溪里、下溪里。

## 歷史
台灣清治末期至日治初期，過溪子地區為一街庄，稱為「過溪仔庄」，隸屬於他里霧堡。該庄北與三塊厝庄為鄰，東與惠來厝庄為鄰，南邊為小東庄，西邊為平和厝庄、埒內庄。
1901年（日治明治三十四年）11月，全台廢縣廳改設二十廳，該庄隸屬於斗六廳。1903年（明治三十六年）6月，該庄編入「他里霧區」，隸屬於斗六廳。1909年（明治四十二年）10月，合併二十廳為十二廳，他里霧區改隸屬於嘉義廳。1920年（大正九年），全台地方制度大改正，廢十二廳改設五州二廳，該庄改制並雅化為「過溪子」大字，隸屬於臺南州虎尾郡虎尾庄。1933年，虎尾庄升格為虎尾街。
戰後虎尾街改制為虎尾鎮，隸屬於臺南縣，大字亦改制為里。1950年10月，雲、嘉、南分治，虎尾鎮改隸屬雲林縣。

## 聚落
過溪仔的規模十分大，因此又有細分為頂過溪仔、下過溪仔。
本地區發展較早的聚落有崁仔腳、半路店、頂竹圍仔、山仔（汕尾）、溪埔仔（溪埔廍）、下竹圍仔、三塊厝、溪底大庄（大庄）等，在日治期初期的官方地圖上已有記載。此外，本地區尚有西園聚落。

## 交通
國道1號又稱「中山高速公路」，是貫穿台灣西部的兩條縱向高速公路之一，大致以北北西—南南東走向繞大彎轉北北東—南南西走向經過過溪子地區中部偏東地帶，境內與縣道145乙線交會處設有虎尾交流道。由此可快速前往國道1號沿線各地。
省道台1線（延平路、延平北路）又稱「縱貫公路」，是台北至屏東楓港的傳統平面幹道，大致以北北東—南南西走向轉北微西—南微東走向經過本地區東部邊界外不遠處。由該道路前北北東可前往莿桐、西螺、溪州、北斗等地，向南微東可前往斗南、大埤東界、大林、溪口東部等地。
縣道145乙線又稱「斗六聯絡道」，是虎尾至大美（下大埔尾）的道路，大致以西向東經過本地區北部，並與國道1號交會於虎尾交流道。由該道向西可前往埒內北部、廉使北部並止於縣道145號路口；向東可前往惠來厝、大埔尾並止於省道台1丁線路口。
鄉道雲54線是西園至新興（溪埔）的道路，其西側端點（起點）位於本地區東北端的鄉道雲77線路口（西園聚落東北郊）。由此向東北東出境後可前往惠來厝北部、大埔尾北部、大埔尾與樹子腳交界地帶、樹子腳東南端、麻園南端、新庄子南部偏西的溪埔聚落並止於鄉道雲55線路口。
鄉道雲71線是廣興至平和厝的道路，大致以北北西—南南東走向由本地區西北角入境，經鄉道雲73線左側路口後與其共線約300公尺，經鄉道雲73線右側路口後獨行，經縣道145乙線（斗六連絡道）路口後續直行，經鄉道雲74-1線左側路口轉南與其共線約180公尺，經鄉道雲74-1線右側路口後獨行，經鄉道雲74線路口後續行，至大庄聚落經鄉道雲76線起點路口後轉南微東，其後轉南南西由地區西部邊界南側出境。由該道路向北北西可前往三塊厝、頂湳與埤頭垻交界地帶並止於鄉道雲44線路口；向南南西轉西南西可前往平和厝並止於縣道158號路口。
鄉道雲73線是西園至埒內的道路，其東側端點（終點）位於本地區東部邊界北側的鄉道雲77線路口。由此向西微北經國道1號高架橋下後出境一小段路再入境，至鄉道雲71線路口轉南南東與其共線約300公尺，至路口轉西獨行後於本地區西部邊界北側出境後，轉西南再轉南可前往埒內並止於鄉道雲74線路口。
鄉道雲74線是埒內至虎溪里的道路，大致以西向東由本地區西部邊界中央偏北處入境，經鄉道雲74-1線起點路口後轉東北東，經鄉道雲71線路口後轉東，經鄉道雲75線路口後轉東南再轉東蜿蜒而行，經鄉道74-1線路口、國道1號高架橋下後，至崁子腳聚落轉東北微東，於本地區東部邊界中央地帶經鄉道雲77線終點路口出境。由該道路向西可前往埒內並止於縣道145號路口；向東北微東可前往惠來厝、大埔尾、竹圍子西端、保長廍北部並止於省道台1丁線路口。
鄉道雲74-1線是埒內至三塊厝的道路，全線位於本地區境內，其西北側端點（起點）位於臨近本地區西部邊界中央偏北處的鄉道雲74線路口。由此向北微東蜿蜒而行，至汕尾聚落東北側的五叉路口轉東，至鄉道雲71線路口轉北與其共線約180公尺，至路口轉東北東獨行後於下過溪仔聚落轉東再轉東南東再轉東，至中山路路口轉南，至鄉道雲75線起點路口轉東，其後繞彎道轉東南再轉東北，其後轉東微南再轉東南出頂過溪仔聚落（下過溪仔、頂過溪仔兩聚落現已相連），至路底轉南，經鄉道雲74線另一路口後續直行，其後轉西南西再轉南南東，經嘉南大圳濁幹線橋梁後轉東北東沿圳道南岸而行，至路底轉南南東可前往三塊厝聚落東北郊並止於鄉道雲76線路口。
鄉道雲75線是頂溪里至三塊厝的道路，全線位於本地區境內，其西北側端點（起點）位於臨近本地區中部偏西北下過溪仔聚落的鄉道雲74-1線轉角路口。由此向南轉南微西，經鄉道雲74線路口轉南南西，其後轉南經溪埔仔聚落到達下竹圍仔聚落，於聚落西側轉東南東進入聚落，其後轉東南再轉東北微東再轉北北西再轉東，出聚落後繞彎道轉南南東，經嘉南大圳濁幹線中溪橋後轉東北東沿圳道南岸而行，至路口轉南南東再轉東北東進入三塊厝聚落蜿蜒而行，止於聚落中央偏北處的鄉道雲76線路口。
鄉道雲76線是大莊至惠來厝的道路，其西側端點（起點）位於本地區西部偏南大庄聚落北部的鄉道雲71線路口。由此向東出聚落後轉東北微東再轉東北東，其後轉北北東進入三塊厝聚落，轉北經鄉道雲75線終點路口轉東北東蜿蜒而行，其後轉東北出境，經鄉道雲74-1線終點路口後，轉東北東經國道1號高架橋下續行以至於本地區東部邊界南側出境，可前往惠來厝地區南部並止於省道台1線路口。
鄉道雲77線是鹿場至崁仔腳的道路，其南側端點（終點）位於本地區東部邊界中央地帶的鄉道雲74線路口（崁仔腳聚落東郊）。由此向北沿邊界而行，經縣道145乙線路口續行，經鄉道雲73線終點路口轉北北西，其後因邊界線東移而入境，經鄉道雲54線起點路口後出境，可前往三塊厝東南端、三塊厝與莿桐交界地帶並止於縣道156號轉角路口（鹿場聚落東側）。

## 學校
- 虎尾國中
- 中溪國小